# موتور بخار

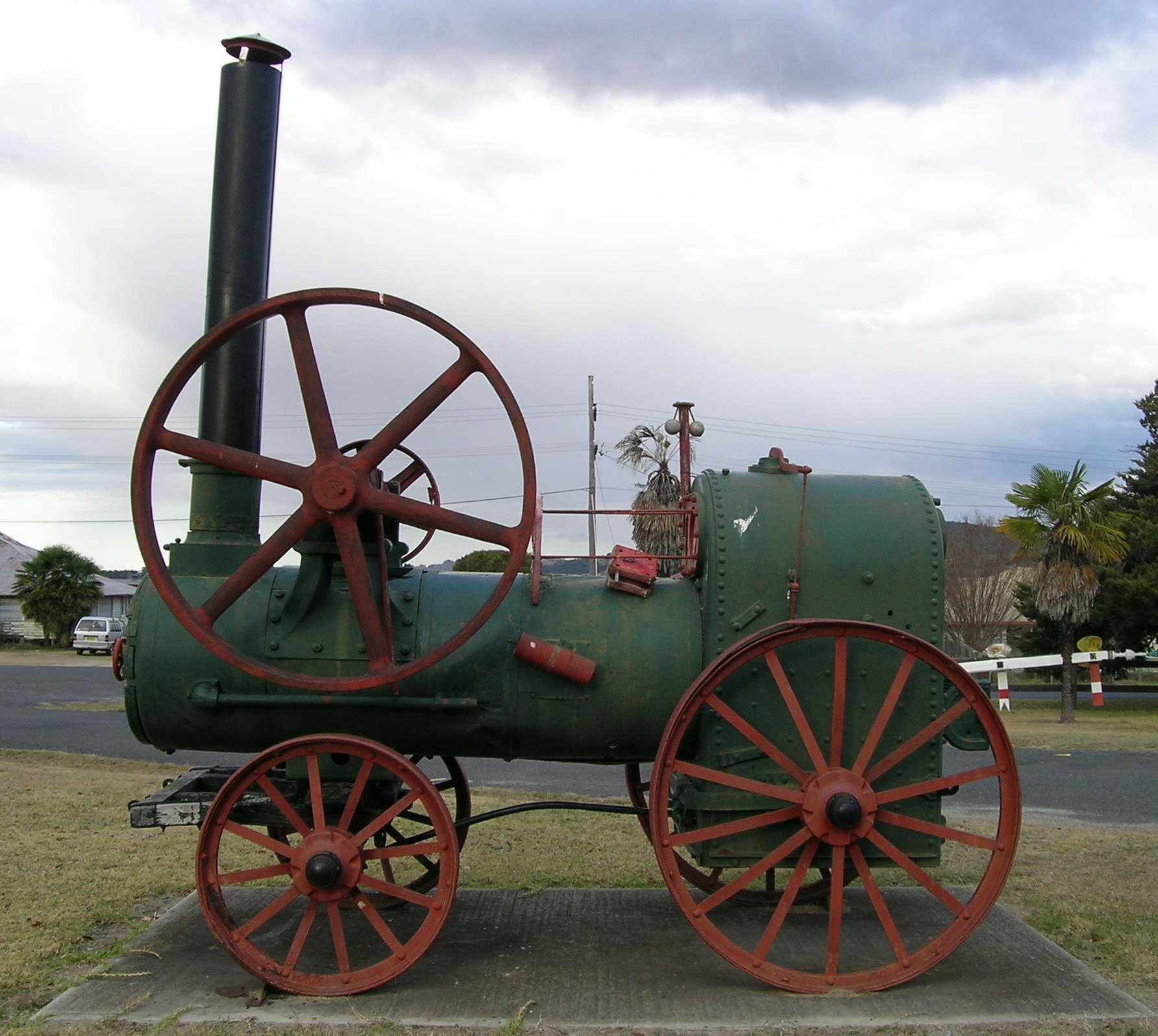
نمونه‌ای از یک موتور بخار

روش کار یک موتور بخار

موتور بخار به ماشین بخار گفته می‌شود که سیال سیکل گرمایی آن بخار می‌باشد.
ایده استفاده از بخار آب برای ایجاد نیروی حرکتی، پیشینه‌ای طولانی در حدود ۲۰۰۰ سال دارد. اما تا حدود ۳۰۰ سال پیش دستگاه‌های بخار، نقش مهمی در تولید نیروی مکانیکی نداشتند. توسعه استفاده از بخارهای پرفشار و تبدیل آن‌ها به نیروهای خطی و دورانی قادر به ایجاد نیروی مورد نیاز بسیاری از ماشین‌های تولید بود. این دستگاه‌ها در هر جایی که آب و سوخت چون زغال سنگ یا چوب فراهم باشد قابل استفاده هستند. ماشین‌های بخار وسایل ترابری اولیه چون تراکتورهای بخار و لوکوموتیوهای بخار را ممکن ساخت. امروزه توربین‌های بخار مدرن حدود ۸۰ درصد برق تولیدی را در جهان بوسیلهٔ سوخت‌های متفاوت تولید می‌کنند.
ثروت حاصل از مستعمرات بعضی از کشورهای اروپایی به‌ویژه انگلستان، افزایش تولیدات صنعتی، نیاز به بازار فروش محصولات، توسعه معادن زغال سنگ، افزایش دستمزد کارگران و سایر عوامل مرتبط باعث شد تا دانشمندان اروپایی انگیزه کافی را برای تکمیل و توسعه موتور بخار را به صورت کاربردی پیدا کنند.
نخستین ماشین بخار را دنی پاپن در سال ۱۶۹۰ اختراع کرد. قسمت اعظم ماشین کوچکی را که پاپن ساخته بود، سیلندرها و پیستون‌ها تشکیل می‌دادند. آب در داخل سیلندرها تبدیل به بخار شده، موجب بالا رفتن پیستون‌ها می‌شدند. با بالا رفتن این پیستون‌ها هوای قسمت فوقانی این سیلندرها فشرده می‌گردید. حال اگر بخار آب زیر پیستون‌ها را ناگهان سرد کرد و تبدیل به آب نمود، هوای فشرده قسمت فوقانی سیلندرها، پیستون‌ها را با قدرت به طرف پایین می‌راند و این حرکت پیستون‌ها می‌توانست مثلاً موجب حرکت کردن یک چرخ شود.
پس از پاپن عده‌ای کار او را دنبال کردند ولی نتیجه زیادی نگرفتند تا اینکه نخستین موتور قابل استفاده توسط توماس سیوری در سال ۱۶۹۷ و توماس نیوکامن در سال ۱۷۱۲ ساخته شد که برای تخلیه آب معادن و بالا بردن آب برای چرخاندن چرخهای آبی استفاده می شد.این موتورها خیلی کند و غیر کارآمد بودند،اما راه گسترش دانش جدید را گشودند.
سرانجام جیمز وات اسکاتلندی با حمایت همسرش مارگارت میلو، دکتر جان روباک و یک کارخانه دار ثروتمند به نام ماتیو بالتن دست به تجاربی زد و موفق گردید با اختراع نخستین موتور بخار تجاری، بزرگ‌ترین انقلاب را در صنایع انگلیس ایجاد کند.

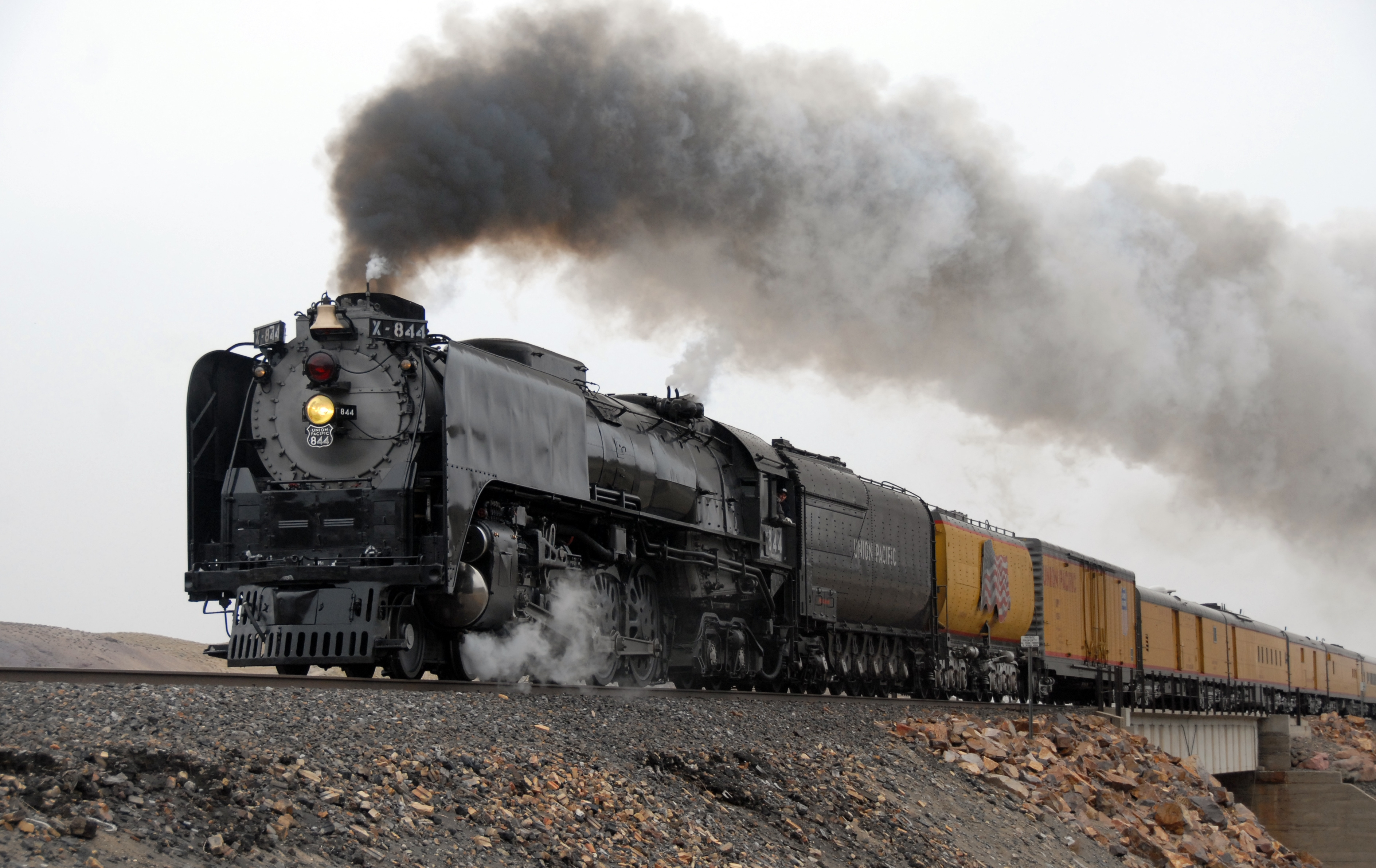
یونیون پاسفیک ۸۴۴ یک لوکوموتیو بخار کلاس "FEF-3" 4-8-4 "شمالی" است که متعلق به راه‌آهن یونیون پاسیفیک است. شماره ۸۴۴ که در دسامبر ۱۹۴۴ توسط شرکت امریکن لوکوموتیو در اسکنکتدی، نیویورک ساخته شد، یکی از چهار لوکوموتیو باقی مانده از سری FEF و تنها لوکوموتیو در حال کار است.